# V0382 Cyg
V0382 Cyg — затменная переменная типа W Большой Медведицы, расположенная в созвездии Лебедя.
Координаты по состоянию на 2000 год:
Склонение: 20h 18m 47.2s;
Прямое восхождение: +36° 20′ 26″.
Блеск системы в максимуме составляет 8.29 звёздной величины, в первичном минимуме — 9.18 звёздной величины, во вторичном — 9.12 звёздной величины.
Минимумы блеска практически одинаковые по глубине, а изменения блеска плавные, по этому эту систему можно отнести к типу EW (W Большой Медведицы).
Период системы составляет 1.8855146 суток, но увеличивается со временем, о чём можно судить из кривой O-C, которая представляет собой параболу, направленную ветвями вверх.
Начальная эпоха составляет 2436814.7706 JD.
В статье B. Yas¸arsoy and K. Yakut (см. ссылки на данные) были рассчитаны некоторые параметры звёзд в этой системе:
- Массы компонентов составляют соответственно 27.9 и 20.8 масс Солнца;
- Радиусы соответственно 9.7 и 8.5 радиусов Солнца;
- Расстояние между компонентами 23.4 радиуса Солнца;
- В связи с увеличением периода в статье было выдвинуто предположение про перетекание вещества с одной звезды на другую и рассчитан его темп. Согласно расчётам, он составляет 6.1*10^6 массы Солнца в год.